# Veliky Novgorod
Veliky Novgorod (tiếng Nga: Великий Новгород), đơn giản chỉ gọi là Novgorod (do vậy, trong phạm vi bài này sẽ dùng từ Novgorod để chỉ thành phố này), là thành phố lịch sử hạng nhất ở miền tây bắc nước Nga. Thành phố là trung tâm hành chính tỉnh Novgorod. Nó nằm trên đường cao tốc Liên bang M10 nối liền Moskva với Sankt-Peterburg. Novgorod là một từ trong tiếng Nga để chỉ "thành phố mới", còn "Velikiy" nghĩa là "vĩ đại". Là trung tâm hành chính của tỉnh Novgorod, thành phố này nằm dọc theo bờ sông Volkhov chỉ ngay dưới chỗ bắt đầu của nó là hồ Ilmen. Dân số của thành phố này theo thống kê dân số năm 2002 là 216.856 người. Dân số qua các thời kỳ: 218,724 (Điều tra dân số 2010); 216,856 (Điều tra dân số 2002); 229,126 (Điều tra dân số năm 1989).

## Lịch sử
Mặc cho ý nghĩa tên gọi của nó, Novgorod là thành phố cổ nhất kiểu Slav được ghi nhận trong lịch sử Nga. Biên niên sử có đề cập tới nó từ năm 859, khi nó là một trạm chính trên Hành trình thương mại từ người Varjag tới người Hy Lạp. Tên gọi của thành phố này trong tiếng của người Varjag là Holmgard (hay Holmgarðr, Hólmgarður, Holmgaard, Holmegård) được đề cập tới trong Norse saga (Những câu chuyện Na Uy) như là đã tồn tại từ sớm hơn, nhưng các sự kiện sử học không thể được gỡ rối từ truyền thuyết ở đây. Ban đầu, Holmgard chỉ trỏ tới một đồn lũy nằm ở phía đông nam thành phố ngày nay là Riurikovo gorodishche (được đặt tên trong thời gian tương đối gần đây theo tên của Rurik, người được cho là đã biến nó thành "kinh đô" của mình). Các dữ liệu khảo cổ học gợi ý rằng gorodische, nơi cư ngụ của một Knyaz (konung hay đại công tước), có niên đại vào khoảng giữa thế kỷ 9, trong khi thành phố này chỉ có niên đại từ cuối thế kỷ 9, vì thế mà có tên gọi Novgorod, "thành phố mới". Tuy nhiên, vào giữa thế kỷ 10 thì Novgorod đã trở thành một thành phố cổ phát triển đầy đủ.

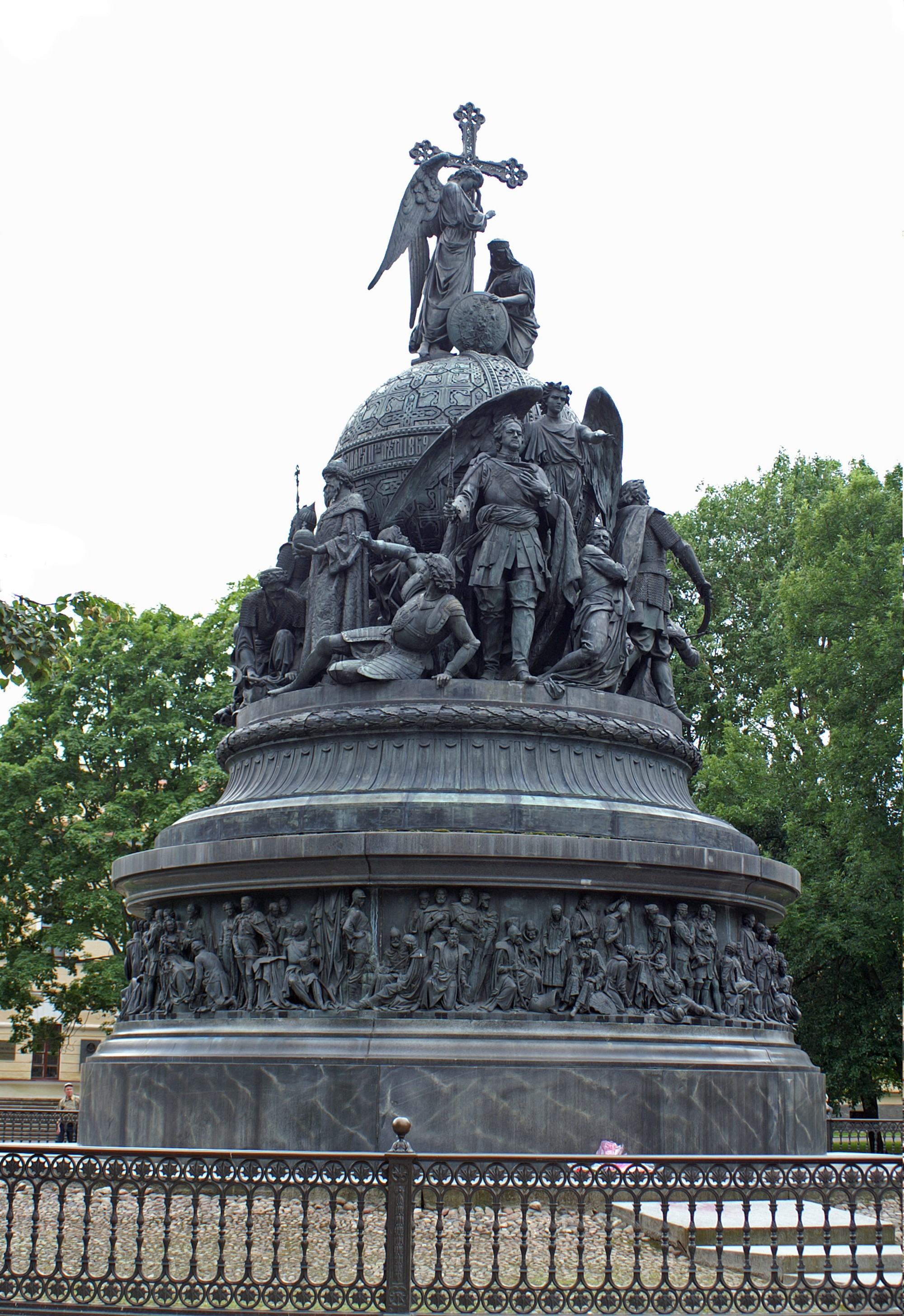
Tượng đài bằng đồng thau để kỷ niệm Thiên niên kỷ nước Nga (1862)

Năm 882, người kế nghiệp của Rurik, Oleg của Novgorod, đã chiếm giữ Kiev và thành lập quốc gia Kievskaya Rus. Trong quốc gia này thì Novgorod là thành phố thứ hai về tầm quan trọng. Theo tập quán, con trai lớn và là người kế vị ngai vàng của nhà cầm quyền vương quốc Kievskaya Rus được gửi tới để cai quản Novgorod thậm chí ngay cả khi còn bé. Khi vua không có con trai thì Novgorod được các posadnik (một kiểu phó công tước) cai quản, chẳng hạn như Gostomysl, Dobrynya, Konstantin và Ostromir huyền thoại. Trong các Norse saga thì thành phố được đề cập tới như là kinh đô của Gardariki (nghĩa là các vùng đất Đông Slav). Bốn vị vua của người Viking — Olav I của Na Uy, Olav II của Na Uy, Magnus I của Na Uy và Harald Haardraade — đã tìm kiếm nơi nương náu ở Novgorod để tránh các kẻ thù từ quê hương.
Trong số các công tước của mình, người Novgorod giữ trong lòng nhiều nhất các kỷ niệm về Yaroslav I Mudryi (Yaroslav Thông thái), người đã ban hành các văn bản luật pháp đầu tiên của họ (sau này được kết hợp vào Russkaya pravda- bộ luật của Kievskaya Rus) và đã tài trợ cho việc xây dựng thánh đường Sophia, còn tồn tại đến ngày nay. Như là sự bày tỏ lòng biết ơn vì đã giúp ông đánh bại anh trai mình và giành được ngai vàng của Kievskaya Rus, Yaroslav đã trao nhiều đặc quyền cho thành phố. Ở phía kia, người Novgorod đã đặt tên quảng trường trung tâm của mình là Yaroslav.
Năm 1136, các nhà buôn và các boyar của Novgorod ly khai khỏi Kievskaya Rus, trục xuất công tước của họ và tuyên bố thành lập Cộng hòa Novgorod. Nhà nước thành bang hùng mạnh này kiểm soát phần lớn khu vực đông bắc châu Âu, từ Estonia ngày nay tới dãy núi Ural. Nhân vật quan trọng nhất tại Novgorod là Posadnik, một quan chức được bầu ra bởi hội đồng nhân dân (gọi là Veche-một kiểu nghị viện Đông Slav thời Trung cổ) từ tầng lớp quý tộc của thành phố. Triều đình Novgorod về mặt hình thức là do công tước chủ trì (cũng do Veche bầu ra), nhưng các phán quyết của ông phải được Posadnik xác nhận để có thể có hiệu lực. Trong thế kỷ 13, thành phố này đã gia nhập liên minh Hanze (tức liên minh thương mại và chính trị của các thành phố ở vùng đông bắc châu Âu).
Trong suốt thời Trung cổ, thành phố này đã rất thịnh vượng về mặt văn hóa. Phần lớn dân cư đều có học và sử dụng các chữ viết trên vỏ cây bu lô để liên lạc. Người ta đã khai quật được tại Novgorod cuốn sách Slav cổ nhất được viết ra ở phía bắc Vương quốc Bulgaria và chữ viết cổ nhất bằng tiếng Phần Lan-Ugra. Khi Paris và London còn chìm ngập trong bùn lầy thì Novgorod đã được những người nước ngoài tán dương vì các đường đắp cao được lát và các đường phố sạch sẽ. Một số các biên niên sử Nga cổ nhất đã được viết tại thành phố này. Nhà buôn Novgorod tên là Sadko đã trở thành nhân vật phổ biến trong văn hóa dân gian Nga.
Sự suy thoái của thành phố là kết quả của sự bất lực của nó trong việc nuôi một cộng đồng dân cư quá lớn, điều này làm cho thành phố bị phụ thuộc vào việc cung cấp lương thực từ khu vực Vladimir-Suzdal. Các thành phố lớn trong khu vực này như Moskva và Tver, sử dụng sự lệ thuộc này để giành quyền kiểm soát Novgorod. Cuối cùng Ivan III đã sáp nhập thành phố này vào công quốc Muscovy năm 1478. Tuy nhiên, Novgorod vẫn còn là thành phố lớn thứ ba tại Nga cho đến tận khi Ivan Hung Đế cướp phá thành phố và sát hại hàng nghìn dân tại đây vào năm 1570. Tầng lớp thương nhân và quý tộc của thành phố đã bị lưu đày tới Moskva, Yaroslavl và nhiều nơi khác.
Trong thời kỳ loạn lạc, người Novgorod đã nhanh chóng đầu hàng quân đội Thụy Điển do Jacob De la Gardie chỉ huy vào mùa hè năm 1611. Thành phố này chỉ được hoàn lại cho Nga sau sáu năm, theo hiệp ước Stolbovo và trở lại thời kỳ thịnh vượng trước đây của nó vào cuối thế kỷ này, khi những công trình xây dựng nhiều tham vọng như thánh đường Sign và tu viện Vyazhischi được xây dựng. Người nổi tiếng bậc nhất trong số các giáo chủ Nga, Nikon, đã từng làm tổng giám mục giáo khu Novgorod trong giai đoạn từ năm 1648 tới năm 1652.
Năm 1727, Novgorod trở thành trung tâm hành chính của guberniia Novgorod (một kiểu tổng trấn thời kỳ 1708-1927) trong Đế chế Nga, được tách ra từ guberniia Sankt-Peterburg (xem bài Các đơn vị hành chính Nga năm 1727-1728). Đơn vị hành chính này tồn tại đến năm 1927. Trong giai đoạn từ năm 1927 tới năm 1944 thành phố này là một phần của tỉnh Leningrad, và sau đó trở thành trung tâm hành chính của tỉnh mới thành lập là tỉnh Novgorod.
Trong Chiến tranh thế giới thứ hai, thành phố đã bị quân đội Đức chiếm đóng từ ngày 15 tháng 8 năm 1941. Các tượng đài lịch sử của thành phố đã bị phá hủy một cách có hệ thống. Khi Hồng quân Liên Xô giải phóng thành phố vào ngày 19 tháng 1 năm 1944, trong số 2.536 công trình xây dựng bằng đá chỉ còn lại ít hơn 40. Sau thế chiến, các khu buôn bán kinh doanh dần dần được khôi phục. Các tượng đài chính của thành phố được công nhận là Di sản thế giới. Năm 1998, thành phố này đã chính thức đổi tên thành Velikiy Novgorod, và như thế đã phần nào phục hồi lại danh hiệu thời Trung cổ của nó "Ngài Novgorod vĩ đại".

## Cảnh quan

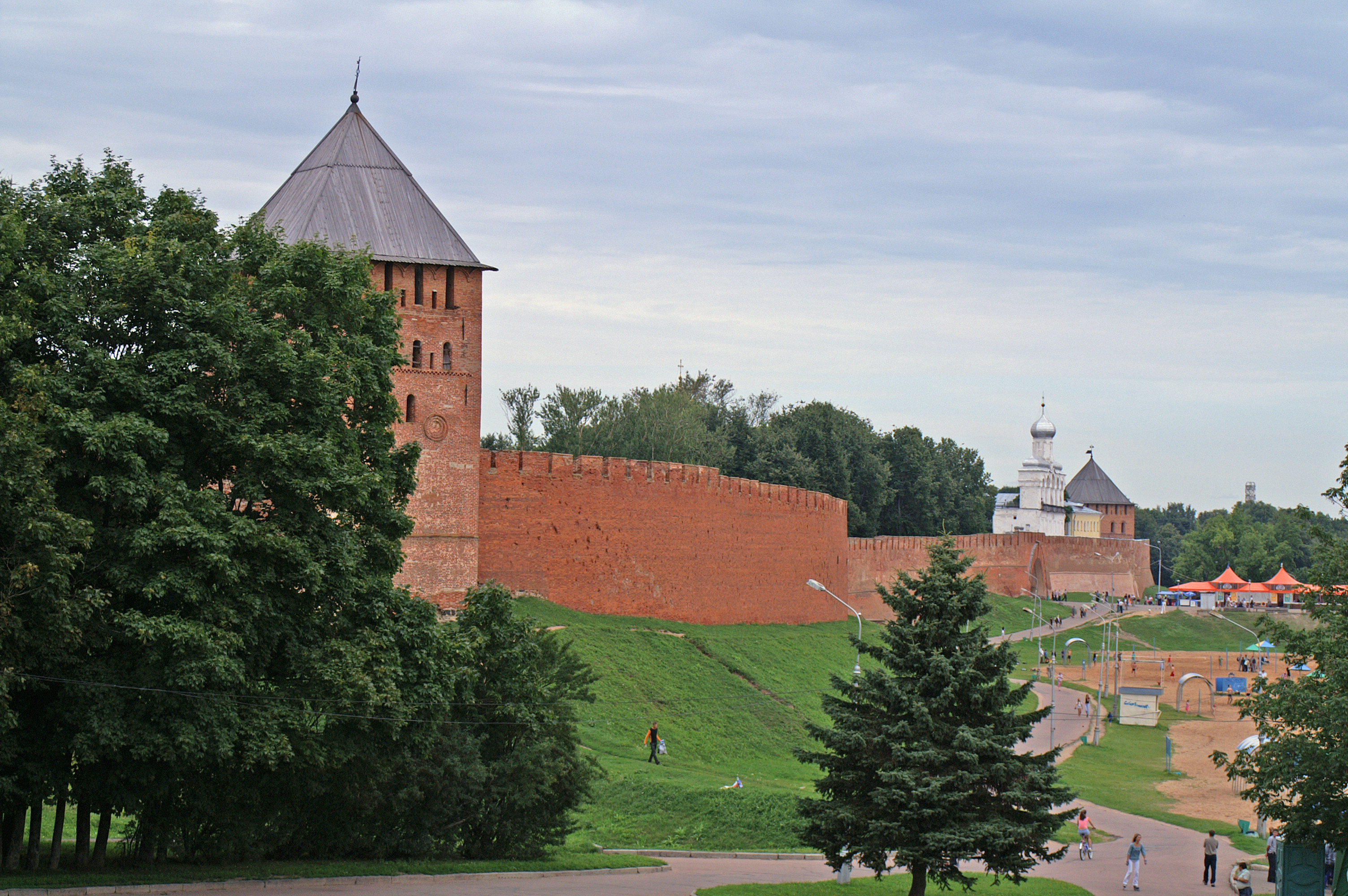
Các tường thành của kremli Novgorod

Không có một thành phố nào của Nga hay Ukraina có thể so sánh với Novgorod về sự đa dạng và niên đại của các đài tưởng niệm thời Trung cổ của nó. Đứng đầu trong số này là thánh đường Sophia, được xây dựng trong thập niên 1040 theo chỉ thị của Yaroslav Mudryi. Nó là nhà thờ được bảo tồn tốt nhất trong số các nhà thờ thuộc thế kỷ 11, và là nhà thờ đầu tiên thể hiện các đặc trưng nguyên thủy của kiến trúc Nga (các tường đá mộc mạc, 5 vòm tương tự như cái mũ sắt). Các bích họa được vẽ vào thế kỷ 12 và được phục chế trong thập niên 1860. Thánh đường được trang trí bằng các cổng làm từ đồng thau, sản xuất tại Magdeburg năm 1156 và được cho là người Novgorod đã giành được từ thủ đô của Thụy Điển khi đó là Sigtuna vào năm 1187.
Kremli của Novgorod, theo truyền thống được gọi là Detinets, có cung điện cổ nhất tại Nga (gọi là Phòng Facet, 1433), tháp chuông cổ nhất ở Nga (giữa thế kỷ 15) cùng tháp đồng hồ cổ nhất tại Nga (1673). Trong số các kiến trúc muộn hơn, khu vực đáng chú ý nhất là cung hoàng gia (1771) và tượng đài bằng đồng thau để kỷ niệm Thiên niên kỷ nước Nga, thể hiện các nhân vật quan trọng nhất trong lịch sử nước này (khánh thành năm 1862).

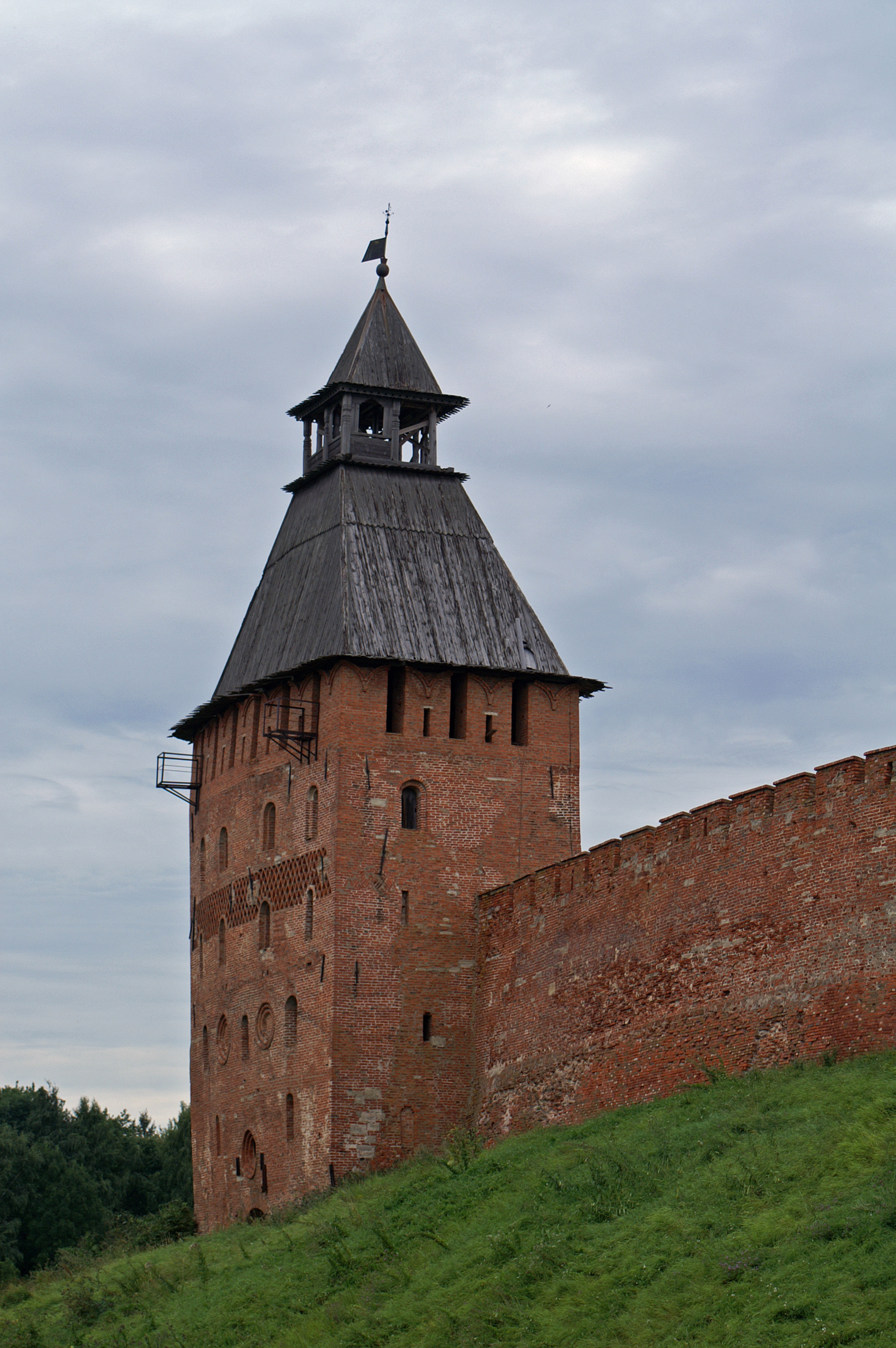
Tường thành Kremli, Novgorod

Bên ngoài các bức tường của kremli, có ba thánh đường được xây dựng trong thời kỳ trị vì của Mstislav Đại Đế, vị vua cuối cùng của nhà nước Rus thống nhất. Thánh đường St Nicholas (1113-1123), chứa các bích họa về gia đình Mstislav, làm vẻ vang cho triều đình Yaroslav (trước đây là quảng trường chính của Cộng hòa Novgorod). Tu viện Yuriev (có lẽ là cổ nhất tại Nga, 1030) chứa thánh đường kiểu Rôman u ám có từ năm 1119. Một thánh đường ba vòm tương tự (1117), có lẽ đã được cùng một người thiết kế, nằm trong tu viện Antoniev.
Có nhiều nhà thờ cổ nằm rải rác trong thành phố. Một số đã bị quân đội Đức quốc xã phá hủy và sau này được phục hồi. Kiểu cổ nhất được thể hiện trong các nhà thờ này được dành cho các thánh Pyotr và Pavel (trên đồi Thiên Nga, 1185-1192), tới lễ Truyền tin (trong Myachino, 1179), hay lễ Đức Mẹ thăng thiên (trên đồng Volotovo, thập niên 1180) và St Paraskeva (tại triều đình Yaroslav, 1207). Kiệt tác lớn nhất của kiến trúc Novgorod thời kỳ đầu là nhà thờ Chúa Cứu thế tại Nereditsa (1198).
Trong thế kỷ 13, mốt thịnh hành là các nhà thờ nhỏ với thiết kế ba mái. Các đại diện tiêu biểu là nhà thờ nhỏ ở Peryn (thập niên 1230) và nhà thờ St Nicholas trên đảo Lipnya (1292, cũng đáng chú ý vì các bích họa thế kỷ 14 của nó). Thế kỷ tiếp theo là sự phát triển của hai thiết kế nhà thờ nguyên thủy, một trong chúng là nhà thờ St Theodor (1360-61, các bích họa nghệ thuật thập niên 1380),còn cái kia là nhà thờ Chúa Cứu thế tại đường Ilyina (1374, Feofan Grek vẽ năm 1378). Nhà thờ Chúa Cứu thế tại Kovalevo (1345) phản ánh ảnh hưởng của người Serbia.
Trong thế kỷ cuối cùng của chế độ cộng hòa phong kiến, một số thánh đường mới cũng được dành cho các thánh Pyotr và Pavel (trên Slavna, 1367; trong Kozhevniki, 1406), hay lễ Thánh đản (tại Cemetery, 1387), hoặc thánh tông đồ John (1384), các thánh tông đồ (1455), thánh Demetrius (1467), thánh Simeon (1462) và các thánh khác. Nói chung, chúng không có nhiều điểm sáng tạo như các nhà thờ từ các thời kỳ trước. Một số lăng mộ thuộc thế kỷ 12 (chẳng hạn trong Opoki) đã bị phá hủy và sau này được tái tạo chính xác như chúng đã từng là như thế.
Sự xâm chiếm thành phố của Ivan III năm 1478 đã làm thay đổi cơ bản các đặc trưng kiến trúc của khu vực này. Kể từ đó, những nhiệm vụ lớn đều được các thợ đến từ Moskva thực hiện và có kiểu dáng tương tự như các thánh đường của Kremli tại Moskva: chẳng hạn thánh đường Chúa Cứu thế của tu viện Khutyn (1515), thánh đường Sign (1688), thánh đường Nicholas của tu viện Vyaschizhy (1685). Tuy nhiên, một vài nhà thờ có tính chất cục bộ địa phương vẫn duy trì các kiểu dáng truyền thống của nghệ thuật khu vực, chẳng hạn nhà thờ Các bà vợ thần thánh (1510) và nhà thờ các thánh Boris và Gleb (1586).
Tại Vitoslavlitsy, một khu vực trên bờ sông Volkhov, trên đường tới tu viện Yuriev, một viện bảo tàng kiến trúc gỗ đã được lập ra năm 1964. Trên 20 công trình xây dựng bằng gỗ (nhà thờ, nhà và cối xay) có niên đại từ thế kỷ 14 tới thế kỷ 19 đã được chuyển từ mọi nơi trong khu vực xung quanh Novgorod tới đây.

## Vận tải

### Liên thành phố
Novgorod có đường giao thông tới Moskva (531 km) và Sankt-Peterburg (189 km) là đường cao tốc Liên bang M10.
Từ Novgorod có các tuyến xe buýt tới Moskva, St. Petersburg và các khu vực khác.
Thành phố này cũng có đường sắt nối liền với Moskva (tới ga đường sắt Leningradsky bằng các chuyến tàu đêm), Sankt-Peterburg (tới ga đường sắt Moskva và ga đường sắt Vitebsk, bằng các tàu chạy quanh ngoại ô) và các thành phố chính ở miền tây bắc Nga như Pskov, Murmansk.

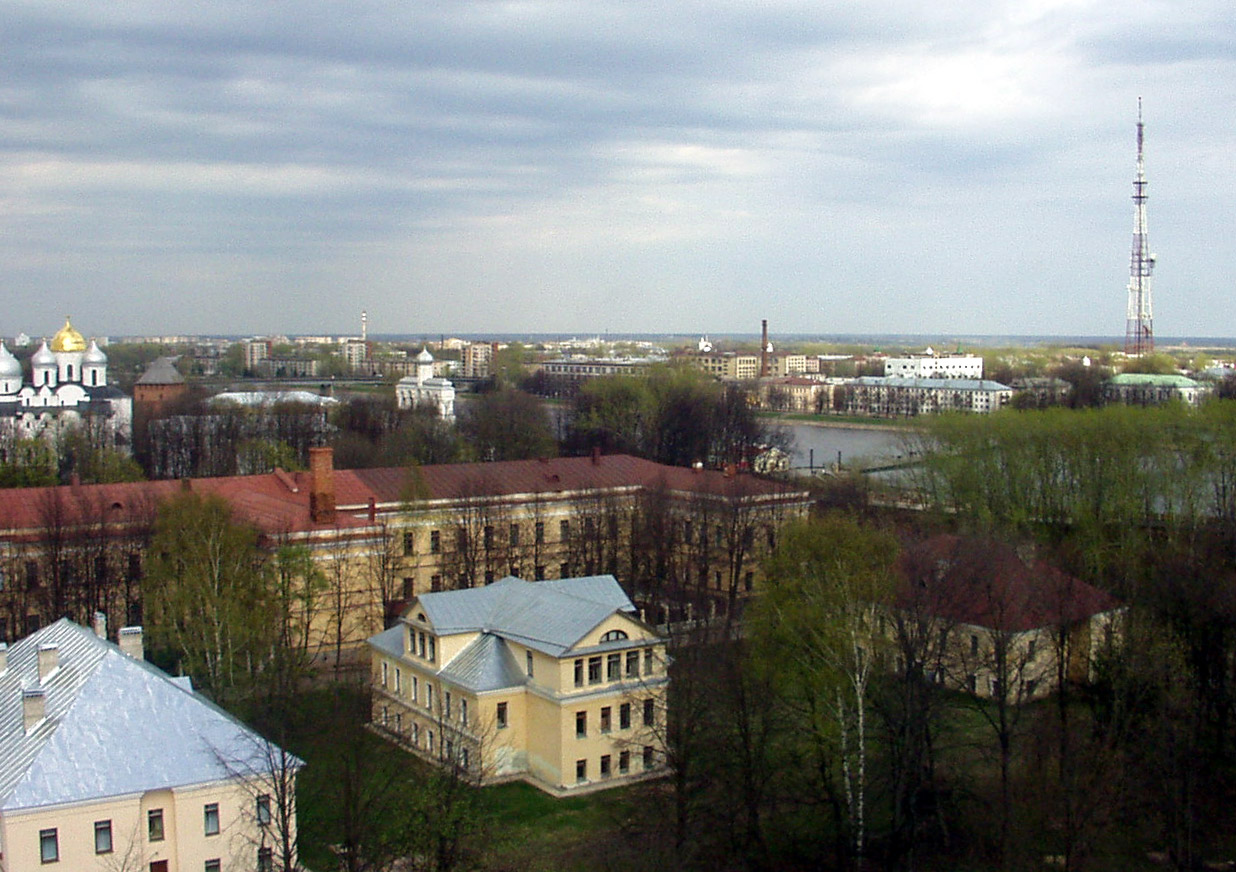
Cảnh quan thành phố nhìn từ tháp Kokuy của Kremli (năm 2003)

Hai sân bay tại thành phố này là Yurievo và Krechevitsy không có các chuyến bay định kỳ kể từ giữa thập niên 1990. Sân bay quốc tế gần nhất là Pulkovo, khoảng 180 km về phía bắc thành phố.

### Nội thành
Vận chuyển khu vực chủ yếu là xe buýt và xe điện bánh hơi. Mạng lưới xe điện bánh hơi hiện tại bao gồm 5 tuyến, bắt đầu đi vào hoạt động từ năm 1995, và nó là hệ thống xe điện bánh hơi đầu tiên được mở ra tại Nga sau khi Liên Xô sụp đổ.

## Giáo dục
Velikiy Novgorod có một trường đại học là Đại học Quốc gia Novgorod thành lập năm 1993.

## Các thành phố kết nghĩa
- Strasbourg, Pháp
- Rochester, New York, Hoa Kỳ
- Bielefeld, Đức
- Watford, Anh
- Truy Bác (淄博), Trung Quốc